# 牛島万
牛島 万（うしじま たかし）は、日本のラテンアメリカ研究者・現代スペイン研究者。専門は、国際関係論・米国ヒスパニック研究・カタルーニャ分離独立問題。京都外国語大学教授、博士（言語文化学）。

## 人物・経歴
京都府京都市出身。京都外国語大学外国語学部イスパニア語学科卒業、金沢大学大学院文学研究科史学専攻修士課程修了、上智大学大学院外国語学研究科国際関係論専攻博士後期課程満期退学。2001年城西国際大学メディア学部専任講師。2007年城西国際大学研究活動奨励賞受賞。2013年学位論文「米墨戦争原因論に関する実証的研究 : メキシコ軍国主義下での軍閥間抗争と主戦論形成を中心に」で京都外国語大学より博士（言語文化学）の学位を取得。京都外国語大学国際言語平和研究所嘱託研究員を経て2017年から京都外国語大学外国語学部スペイン語学科准教授。京都外国語大学ラテンアメリカ研究所研究員。2024年4月より、京都外国語大学教授。

## 著書
- 「南北アメリカ研究の課題と展望――米国の普遍的価値観とマイノリティをめぐる論点」（明石書店、2023年、共編著）
- 「米墨戦争とメキシコの開戦決定過程：アメリカ膨張主義とメキシコ軍閥間抗争」（彩流社、2022年、単著）
- 「混迷するベネズエラ―21世紀ラテンアメリカの政治・社会状況」（明石書店、2021年、共編著）
- 「中級スペイン語読解への誘い―SENDERILLO Lecturas en español Nivel Intermedio」（三修社、2021年、共著）
- 「俠の歴史 西洋編 下」（清水書院、2020年、共著）
- 「米墨戦争前夜のアラモ砦事件とテキサス分離独立――アメリカ膨張主義の序幕とメキシコ (世界歴史叢書)」（明石書店、2017年、単著）
- 「トピックで読むスペイン語世界 （改訂版）」（白水社、2017、共著）
- 「現代スペインの諸相―多民族国家への射程と相克」（明石書店、2016年、編著）
- 「現代スペインを知るための60章」（明石書店、2012年、共著）
- 「現代スペイン読本」（丸善、2008年、共著）
- 「トピックで読むスペイン語世界 」（ 2007年、白水社、共著）
- 「アメリカのヒスパニック＝ラティーノ社会を知るための55章」(明石書店、2005年、共編著）
- 「国際経済事情」（八千代出版、2005年、共著）
- 「アメリカス学の現在」（行路社、2003年、共著）
- 「現代国際関係の基礎と課題」（1999年、共著）

## 訳書
- ジョン・M・リプスキ「ラテンアメリカのスペイン語」（南雲堂フェニックス、2003年、共訳）
- マイケル・サイドマン「労働に反抗する労働者――人民戦線期のパリとバルセロナにおける労働」（大阪経済法科大学出版部、1998年、共訳）